# Violay

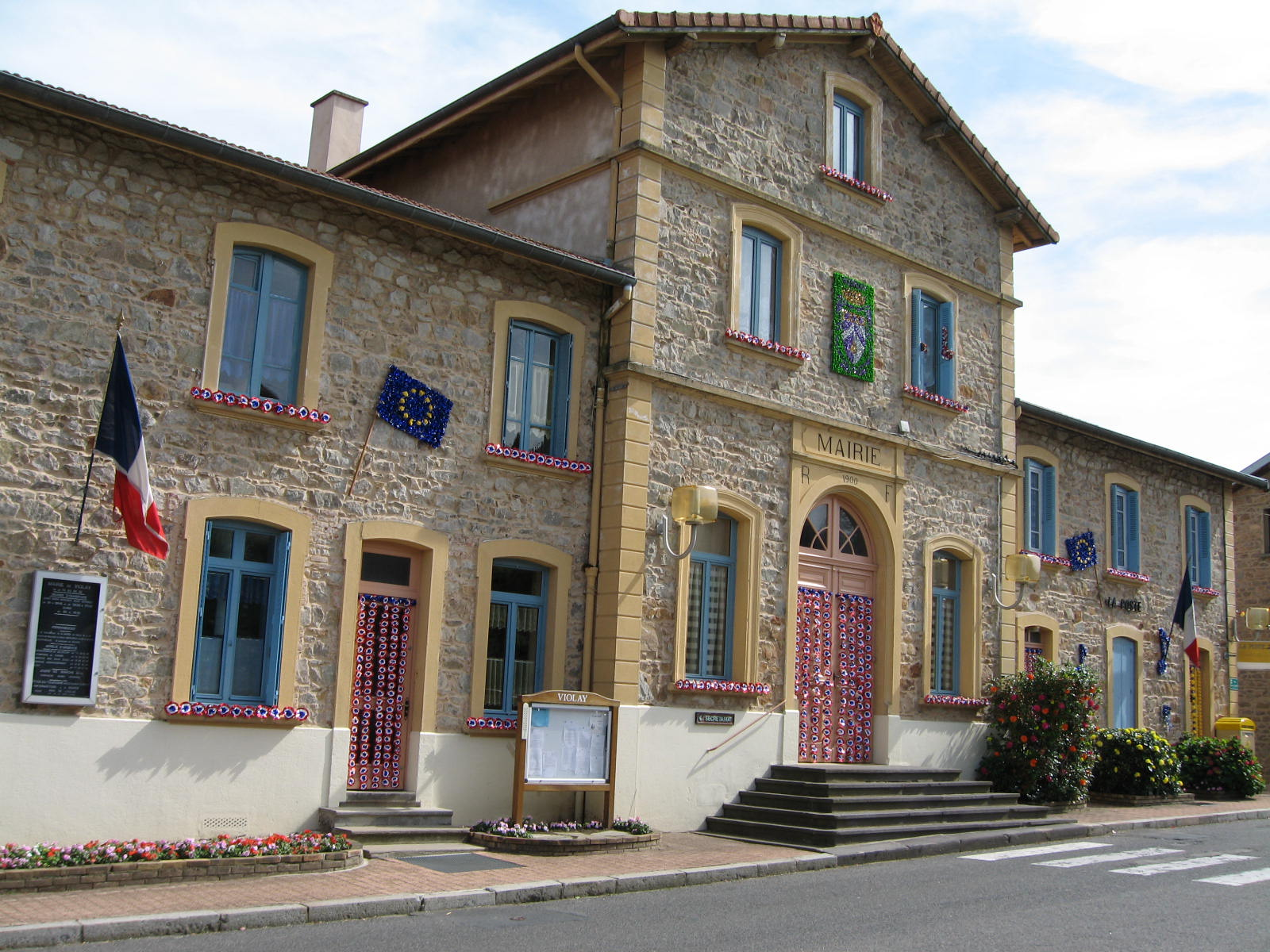
Ratusz w Violay, 2007

Violay – miejscowość i gmina we Francji, w regionie Owernia-Rodan-Alpy, w departamencie Loara.
Według danych na rok 1990 gminę zamieszkiwało 1425 osób, a gęstość zaludnienia wynosiła 53 os./km² (wśród 2880 gmin regionu Rodan-Alpy Violay plasuje się na 591. miejscu pod względem liczby ludności, natomiast pod względem powierzchni na miejscu 290.).